# Lekhparajul
Lekhparajul – gaun wikas samiti w zachodniej części Nepalu w strefie Bheri w dystrykcie Surkhet. Według nepalskiego spisu powszechnego z 2001 roku liczył on 1293 gospodarstw domowych i 7192 mieszkańców (3531 kobiet i 3661 mężczyzn).